# Parafia Miłosierdzia Bożego w Starogardzie Gdańskim
Parafia Miłosierdzia Bożego w Starogardzie Gdańskim – rzymskokatolicka parafia należąca do dekanatu Starogard Gdański, diecezji pelplińskiej.
Przy parafii swoją działalność prowadzą Czciciele Żywego Różańca, Czciciele Miłosierdzia Bożego, Wolontariusze Caritas, schola dziecięca, jadłodajnia dla bezdomnych.

## Obszar parafii
Na obszarze parafii leżą ulice w Starogardzie Gdańskim: Aleja Niepodległości (część), Bajana, Dąbrowskiego, Drzymały, Dzierżonia, Kasprzaka, Kociewska (część), Lange, Lubichowska (część), Ogrodowa, Okrężna, Orlińskiego, Piesika, Przodowników Pracy, 2 Pułku Szwoleżerów (część), Skalskiego, Skarżyńskiego, Tulipanów, Zblewska (część), Żwirki i Wigury.